# UボートII型
UボートII型 (U-Boot-Klasse II) はドイツ海軍の潜水艦で、第二次世界大戦で用いられた。IIA、IIB、IIC、IIDの四つに細分化される。

## 概要
設計は第一次世界大戦時に建造されたUBII型潜水艦を発展させたものであり、第一次大戦後にドイツ海軍が設立した海軍技術会社（IvS）がフィンランド海軍向けに設計した潜水艦、ヴェシッコを手本としている。
この型は沿岸付近で運用されることを想定したもので、船体は小さく航続距離もあまりないが、新生ドイツ海軍にとっては貴重な戦力であった。
上記のように、もともと沿岸用の潜水艦であったので、II型は常に航続距離の短さに終始悩まされた。外洋を航行する船舶を攻撃する任務には不適だったといえるだろう。しかし、その扱いやすさから練習艦としては好適で、多くの潜水艦乗員を養成するのに役立った。

## 各型

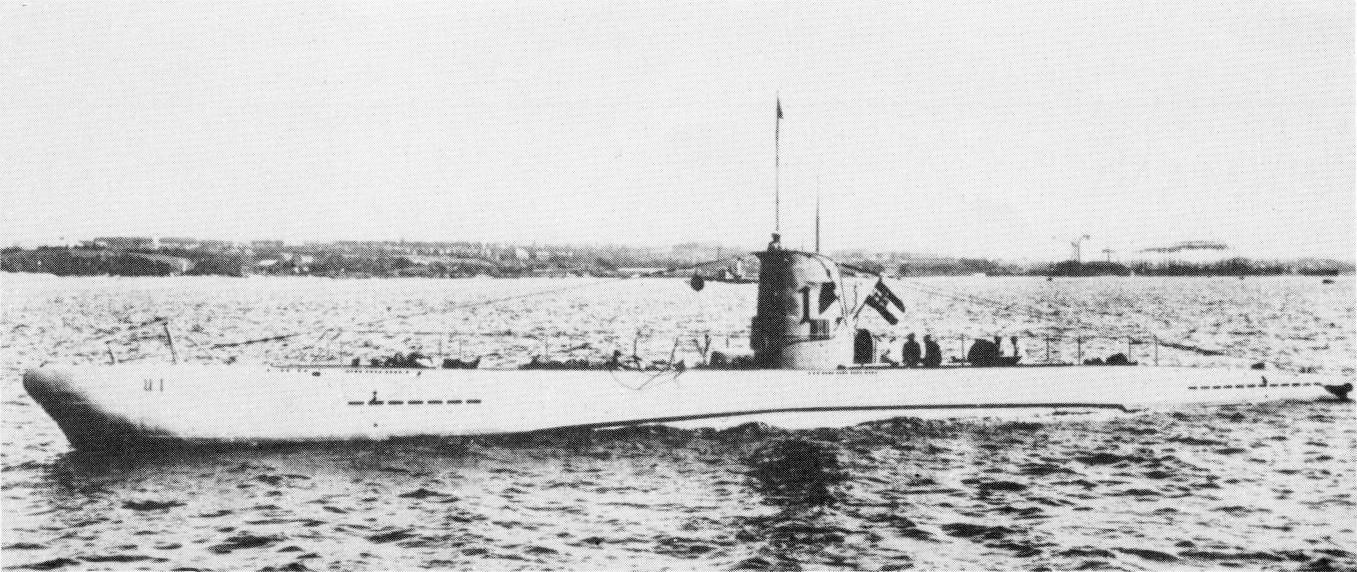
IIA型（U-1）

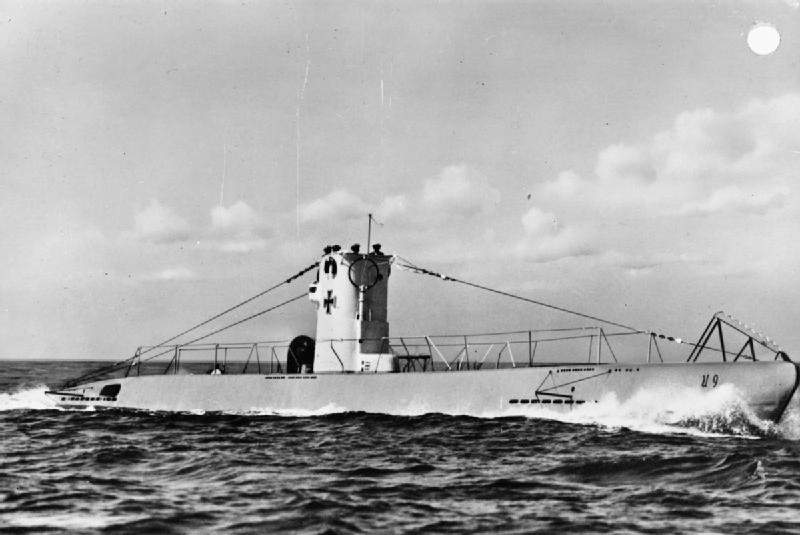
IIB型(U-9)

IIA型
IIA型はキールのドイッチュ・ヴェルケ社で6隻が建造され、全艦が1935年に就役した。本型は250tと小型のため、扱いやすく、その良好な水中運動性は兵たちに賞賛されたという。
しかし、航続力がないなど、実戦用の潜水艦としては性能不足であり、より大型のVII型などが就役するに従って、練習潜水艦として使用されるようになった。
IIB型
IIA型に続いて建造されたIIB型は航続距離を改善するため、IIA型の船体を1.8m延長し、燃料搭載量を12tから21tに増やした型である。ドイッチュ・ヴェルケ社及びキールのゲルマニア造船所とフレンスブルクのフレンダー社で1935年から翌年にかけて18隻、1940年に2隻の計20隻が建造された。
本型は大半の艦が実戦を経験しており、一部の艦は第30Uボート戦隊に編入、分解されて黒海に運ばれコンスタンツァを基地として実戦配備されて戦果を上げている。
IIC型
IIC型はIIB型の船体をさらに1.2m延長し、燃料搭載量を23tとした型である。同時に、延長によって増加した船体容積を利用して、無線設備の充実や潜望鏡の1基追加が行われている。
建造は全てドイッチュ・ヴェルケ社で行われ、1938年末から1940年に就役し、合計8隻が建造された。
IID型
IID型はIIC型の船体に新たにサドルタンクを装備し、その一部を燃料タンクとすることによって燃料搭載量を38tとした型である。また、船体幅の増加による速力の低下を補うため、スクリューを従来型より推進効率に優れたシュラウドリング付きのタイプに変更している。建造は全てドイッチュ・ヴェルケ社で行われ、1940年から翌年にかけて16隻が就役した。

## 性能諸元

### IIC型
- 全長：43.9m
- 全幅：4.1m
- 排水量：水上291t、水中341t
- 最大速度：水上12kt、水中7.0kt
- 水中航続距離：4ktで35～42海里
- 水上航続距離：12ktで1,900海里
- 兵装：53cm魚雷発射管×3（全て艦首　搭載魚雷5本）、20mm単装機銃×1、魚雷の代わりに機雷(TMA)搭載可能

### IID型
- 全長：44.0m
- 全幅：4.9m
- 排水量：水上314t、水中364ｔ
- 最大速度：水上12.7kt、水中7.4kt
- 水中航続距離：4ktで50海里
- 水上航続距離：12ktで3,450海里
- 兵装：53cm魚雷発射管×3（全て艦首　搭載魚雷5本）、20mm単装機銃×1、魚雷の代わりに機雷(TMA)搭載可能

## フィンランドのCrichton-Vulcan CV-707(U2A) とドイツのUボートII型の比較
|                 | CV-707                                        | IIA型 U1-U6                                   |
| --------------- | --------------------------------------------- | --------------------------------------------- |
| 進水            | 1933年5月10日                                 | 1934年–1935年                                 |
| 排水量 (トン)   |                                               |                                               |
| 浮上時          | 254                                           | 254                                           |
| 潜航時          | 303                                           | 303                                           |
| 総トン数        | 381                                           | 381                                           |
| 寸法 (メートル) |                                               |                                               |
| 全長            | 40.9                                          | 40.9                                          |
| 全幅            | 4.1                                           | 4.1                                           |
| 全高            | 4.2                                           | 3.8                                           |
| 速度 (ノット)   |                                               |                                               |
| 浮上時          | 13                                            | 13                                            |
| 潜航時          | 8                                             | 6.9                                           |
| 航続距離 (海里) |                                               |                                               |
| 浮上時          | 8ノット (15 km/h)で航行時1,350 nmi (2,500 km) | 8ノット (15 km/h)で航行時1,000 nmi (1,900 km) |
| 潜航時          | 4ノット (7.4 km/h)で航行時40 nmi (74 km)      | 4ノット (7.4 km/h)で航行時35 nmi (65 km)      |
| 機関            | ディーゼル-電気                               | ディーゼル-電気                               |
|                 | 2 × MWM ディーゼル 700 hp (520 kW)            | 2 × MWM ディーゼル 700 hp (520 kW)            |
|                 | 2 × ジーメンス 電動機 360 hp (270 kW)         | 2 × ジーメンス 電動機 402 hp (300 kW)         |

## 同型艦一覧
- IIA型（計6隻）
  - U-1～U-6
- IIB型（計20隻）
  - U-7～U-24
  - U-120～U-121
- IIC型（計8隻）
  - U-56～U-63
- IID型（計16隻）
  - U-137～U-152